# Suzana Ardeleanu
Suzana Clara Tași, coniugata Ardeleanu e, successivamente, Weissböck (Satu Mare, 8 marzo 1946), è un'ex schermitrice rumena, specialista del fioretto, vincitrice di una medaglia d'oro e cinque di bronzo ai Campionati mondiali di scherma.